# Chlorophytum crassinerve
Chlorophytum crassinerve là một loài thực vật có hoa trong họ Măng tây. Loài này được (Baker) Oberm. mô tả khoa học đầu tiên năm 1962.